# Rio Faisqueira
O rio Faisqueira é um curso de água que banha o estado do Paraná, entre os municípios de Telêmaco Borba e Tibagi. É afluente do rio Alegre e pertence à bacia do rio Tibagi.
Recebeu essa denominação certamente em referência ao ciclo do ouro no Paraná, onde se explorava os cursos de água em busca de minerais na região dos Campos Gerais.